# Нафтогаз Украины
«Нафтога́з Украины» (укр. «Нафтогаз України») — государственная компания Украины по добыче, транспортировке и переработке нефти и природного газа. Полное наименование — национальная акционерная компания «Нафтогаз Украины».
«Нафтогаз Украины» является вертикально-интегрированной нефтегазовой компанией, которая совершает полный цикл операций по разведке месторождений, эксплуатационного и разведывательного бурения, транспортирования и хранения нефти и газа, транспортирования природного и сжиженного газа потребителям.

## Структура компании
В состав НАК «Нафтогаз Украины» входит три дочерние компании (ДК), пять дочерних предприятий (ДП), два государственных акционерных общества (ГАО) и два открытых акционерных общества (ОАО). Деятельность компании ведётся по 4 основным направлениям:
- добыча и переработка;
- транспортировка;
- распределение и реализация;
- обеспечение производства.

### Дочерние компании
Добыча и переработка:
- ДК «Укргаздобыча»
- ОАО «Укрнафта» (владеет контрольным пакетом: 50 % + 1 акция)

Транспортировка:
- ДК «Укртрансгаз»
- ОАО «Укртранснефть»

Распределение и реализация:
- ДК «Газ Украины»
- ДП ВЗП «Нефтегаз»
- СП «Укргазэнерго» (владеет 50 % акций)
- ДП «Нефтегазсети»[3]

Обеспечение производства:
- ДП «Укрнефтегазкомплект»
- ДП «Науканефтегаз»
- ДП «ЛИКВО»

Компании, ранее входившие в состав "Нафтогаза Украины":
- ГАО «Черноморнефтегаз» (17 марта 2014 года парламент Крыма объявил имущество «Черноморнефтегаза» собственностью Республики Крым[4]).
- ГАО «Укрспецтрансгаз»

«Укртрансгаз» управляет 13 подземными хранилищами газа (ПХГ) общим объёмом свыше 32 млрд м³, которые являются частью газотранспортной системы Украины и предназначены для обеспечения бесперебойной поставки газа в европейские страны за счёт накапливания запасов в летние месяцы с последующим использованием в зимний период.
«Укрнафта» — крупнейшая нефтедобывающая компания Украины и крупнейший украинский производитель сжиженного газа.

## Показатели деятельности
«Нафтогаз» — крупнейшая компания Украины, в 2004 году на неё приходилось 13,8 % ВВП Украины. 97 % нефти и газа всей страны добывается предприятиями этой компании. НАК осуществляет переработку природного газа, нефти и газового конденсата на пяти украинских ГПЗ (газоперерабатывающих заводах), находящихся в собственности компании.
Доля нефти и природного газа в общем балансе использования первичных энергоресурсов Украины составляет 61 %. Приоритетный энергоресурс — природный газ, его доля в энергобалансе — 41—43 %. Украина относится к странам с дефицитом собственных природных углеводородных ресурсов, удовлетворяя потребности в газе за счет собственной добычи на 23—25 %, в нефти — на 12—15 %.

### Характеристика компании (на 1 января 2009 г.)
- Количество месторождений в эксплуатации — 234
- Эксплуатационный фонд скважин (газовых / нефтяных / нагнетающих) — 2568 / 2494 / 312
- Протяженность газопроводов высокого давления, тыс. км — 38,2
- Количество компрессорных станций / цехов — 73 / 110
- Мощность компрессорных станций, МВт — 5450
- Протяженность газораспределительных систем, тыс. км — 347
- Количество подземных газохранилищ — 13
- Протяженность магистральных нефтепроводов, тыс. км — 4,7
- Количество насосных станций — 28
- Мощность насосных станций, МВт — 357
- Количество газоперерабатывающих заводов — 5
- Количество автомобильных газонаполняющих компрессорных станций (АГНКС) — 91
- Количество сотрудников, тыс. чел. — 172

## История нефтегазовой отрасли на Украине
В 1909 году добыча нефти на Прикарпатье составила 2 млн тонн.
Газовая отрасль топливной промышленности Украины берёт своё начало с введения в эксплуатацию Дашавского газового месторождения и построения первого газопровода Дашава — Стрый в 1924 году. Интенсивному развитию отрасли послужило открытие месторождений нефти и газа в пределах современных Днепровско-Донецкой, Карпатской и Причерноморско-Крымской нефтегазоносных областей.
В 1945 году начались первые экспортные поставки природного газа с территории Украинской ССР в Польшу, с 1967 года — в Чехословакию, позже — в Австрию.
В 1962 году начался нефтяной транзит через Украину в Чехословакию.
Максимального уровня добычи нефти Украинская ССР достигла в 1972 году — 14,4 млн тонн (вместе с газовым конденсатом), а природного газа — в 1975 году (68,7 млрд м³).
В 1991 году потребление газа на Украине составляло 118,1 млрд м³, и она занимала 3-е место по потреблению газа в мире, уступая лишь США и России. За последовавшие 20 лет потребление газа сократилось более чем в два раза и в 2012 году составляло 54,7 млрд м³.
К моменту распада СССР 95 % газопроводов для экспорта природного газа из РСФСР в Европу проходило по территории УССР («Уренгой — Помары — Ужгород», «Союз» («Оренбург — Западная граница СССР»), «Прогресс» («Ямбург — Западная граница СССР»)).
К концу 1997 года правительство Украины приняло принципиальное решение об объединении нефтяного и газового секторов путём создания на базе «Укргазпрома» и «Укрнефти» холдинга «Нафтогаз Украины».

## Деятельность холдинга «Нафтогаз Украины»

### 1998—2004
С 1998 года «Газпром» полностью прекратил прямые поставки газа Украине и стал поставлять газ лишь в оплату за транзит, а экспортом «платного» газа занялась посредническая компания «Итера», которую позже сменили «Eural Trans Gas» (ETG) и «РосУкрЭнерго». По этому соглашению Украина получала примерно 30 млрд м3 в год.
Создание альтернативных маршрутов транспортировки российского газа в Европу (Ямал-Европа и Северный поток) привело к постепенному снижению объёмов газового транзита через Украину. В 2001 году через Украину в ЕС было прокачано 124,4 млрд м³, в 2010 году — 98,6 млрд м³, в 2013 году — 86,1 млрд м³. Несмотря на это, Украина по крайней мере до конца 2010-х годов оставалась крупнейшим транзитёром российского газа в Европу.
В конце 2004 года на Украине состоялись президентские выборы. Россия рассчитывала на победу Виктора Януковича, который шёл на выборы в качестве главы кабинета министров. Исходя из этого, 8 августа 2004 года было подписано дополнительное соглашение к контракту между «Газпромом» и «Нафтогазом», которым на пятилетний срок, до 2009 года, для Украины была установлена фиксированная цена на российский газ — 50 долларов за тысячу кубометров. При этом часть транзита шла зачётом на погашение старых долгов «Нафтогаза» перед «Газпромом».
Однако намерение правительства Виктора Януковича интегрировать Украину в Единое экономическое пространство стало одной из причин начала массовых протестов в Киеве, в результате которых пост президента достался его оппоненту — Виктору Ющенко.

### 2005—2006
В 2005—2006 гг. пост председателя правления НАК занимал Алексей Ивченко, председатель Конгресса украинских националистов. Ивченко был утверждён на этом посту Верховной радой по представлению президента Виктора Ющенко. Ивченко сменил возглавлявшего «Нафтогаз» министра топлива и энергетики Юрия Бойко. Бойко официально был отправлен в отставку за то, что подписал невыгодный для Украины контракт на поставку туркменского газа (см. Внешнеэкономическая политика Украины). Ивченко в прошлом работал в компании «Интергаз», которая стала монополистом в торговле и транспортировке газа после ухода в 1997 году компании «ЕЭСУ» Юлии Тимошенко с рынка.
Ивченко на посту руководителя «Нафтогаза» предстояло решить две задачи, которые потенциально могли ухудшить отношения Украины с Россией:
- прекратить реверсивное движение российской нефти по нефтепроводу Одесса — Броды в Одессу — по мнению новых украинских властей, нефтепровод следовало использовать для прокачки казахской нефти в направлении из Одессы в Броды, где этот нефтепровод соединяется с трубопроводом «Дружба» (это предложение так и не было осуществлено в связи с отсутствием достаточных объёмов нефти для перекачки в Европу);
- существенно изменить условия деятельности российско-украинского газотранспортного консорциума — или ликвидировать его.

Договорённости между «Газпромом» и «Нафтогазом» о создании международного консорциума по созданию и развитию газотранспортной системы Украины, который должен был стать оператором поставок российского и среднеазиатского газа в Европу по территории Украины, были достигнуты при Леониде Кучме, летом 2004 года, в преддверии президентских выборов на Украине. Однако с избранием Виктора Ющенко президентом новые власти Украины сочли нецелесообразным передачу в собственность российской компании доли магистральных газопроводов страны.
28 марта 2005 года Ивченко предложил председателю правления «Газпрома» Алексею Миллеру (вероятно, по согласованию с президентом Ющенко):
- убрать посредников в торговле газом между Украиной и Россией и делить поровну «доходы, получаемые от транзита туркменского газа на Украину посредническими фирмами» (речь шла о швейцарской компании «RosUkrEnergo AG»);
- кроме того, «Нафтогаз» предложил повысить транзитный тариф для российского газа, транспортируемого через Украину в Европу, до рыночного уровня и оформить договоры, по которым Россия оплачивала бы транзит своего газа в Европу не «бартерным газом», а деньгами.

Обоснованием для разрыва действующих соглашений было желание украинской стороны повысить тарифы на транзит российского газа в Европу по территории Украины до 1,75—2 долл./тыс. кубометров на 100 км.
«Газпром» согласился, при условии перехода на «коммерческие цены на российский и туркменский газ», но уже через день против такой схемы выступила премьер-министр Украины Юлия Тимошенко, которая заявила, что без «бартерного газа» стране будет трудно обеспечить низкую цену на газ «для населения и коммунально-бытового сектора» (на Украине предприятия ЖКХ и население получали газ, который является собственностью государства: или «бартерный газ», или газ, который добывался на Украине и поэтому являлся более дешёвым; промышленность же получала дорогой импортный российский и туркменский газ). Переход на денежные расчёты увеличивал прибыль «Нафтогаза», но исчезновение «недорогого бартерного газа» вело к повышению «платы за отопление и газ для населения»; кроме того, была опасность подорожания и «российского газа для промышленности». Юлия Тимошенко же (в том числе, исходя из своих обещаний избирателям) придерживалась политики «стабильных и посильных тарифов для населения». В декабре 2005 года (уже при правительстве Еханурова) именно на мартовские предложения Алексея Ивченко «Газпром» будет ссылаться, предлагая прекратить бартерные сделки и перейти на «рыночные формы взаимоотношений».
26 апреля 2005 года Виктор Ющенко лично провёл многочасовые переговоры с Алексеем Миллером. В частности, стороны фактически признали, что у проекта газотранспортного консорциума нет будущего, поскольку вопрос о передаче всей своей газотранспортной системы в консорциум Украина была не готова обсуждать, а «Газпром» не был согласен вкладывать средства в осуществление той части проекта, которая была выгодна лишь Украине (строительство нового газопровода Богородчаны — Ужгород). Кроме того, потенциальные зарубежные партнёры — германская Ruhrgas, польская PNG&G и французская Gas de France — также не проявили особого желания участвовать в консорциуме.
Со своей стороны, «Газпром» отверг попытки Украины решить вопрос о поставках туркменского газа после 2006 года на основании собственного контракта с Туркменией и строительства транскаспийского газопровода. Российская сторона заявила, что запасов газа в Туркмении в лучшем случае хватит лишь для российского контракта. Стороны согласились, что «РосУкрЭнерго» останется оператором транзита туркменского газа на Украину и его реэкспорта в Европу, а желание «Нафтогаза» стать его акционером может быть реализовано через покупку доли у австрийского владельца.
На российско-украинских переговорах впервые был поднят вопрос и об «исчезновении» с октября 2004 года по март 2005 года 7,6 млрд м³ газа, закачанных в украинские подземные газохранилища ещё летом 2004 года. В разгар «оранжевой революции», с октября 2004 по март 2005 года, «Нафтогаз Украины» отказывался выполнять поручения «Газпрома» по отбору этого газа из хранилищ, приводя самые разные доводы — вплоть до его физического отсутствия. По данным «Газпрома», эти объёмы газа Украиной не были экспортированы, да и сам «Нафтогаз» утверждал, что газ никуда не делся. Алексей Миллер попытался в ходе переговоров «продать» «Нафтогазу» весь потерянный объём газа. Тем не менее, несмотря на заверения «Нафтогаза», что газ будет им куплен, до покупки дело так и не дошло.
В середине июня 2005 года премьер-министр Украины Юлия Тимошенко обвинила прежнее руководство «Нафтогаза Украины» (руководившее компанией при Леониде Кучме) в причастности к этой истории. По заявлениям украинских экспертов, «исчезнувшие» объёмы российского газа использовались для поддержания в рабочем состоянии газовых хранилищ «Нафтогаза», что привело к «некоторым проблемам» с его откачкой и транспортировкой зарубежным клиентам «Газпрома».
В середине июня 2005 года Ивченко заявил, что «пропавший» российский газ найден, и предложил вернуть его с 40 % дисконтом. 28 июня «Газпром» в одностороннем порядке принял решение о зачислении 7,8 млрд м³ в счёт оплаты за транзит российского газа через территорию Украины и уведомил Украину о поставках до конца года в объёме не более 1,1 млрд м³ газа. 18 июля между «Газпромом» и «Нафтогазом» было достигнуто соглашение о зачёте «пропавших» 7,8 млрд м³ в бартер по транзиту. Также было принято решение, что за долг «Нафтогаза» перед «РосУкрЭнерго» в объёме 5,25 млрд м³ «Газпром» получит 800 млн $.
В декабре 2005 года (уже при правительстве Еханурова) «Газпром» согласился разорвать бартерные соглашения, заключать контракты отдельно на транзит и поставки газа и поднять тариф на транзит, однако указал, что контракт на газ хочет заключать по европейским ценам за вычетом стоимости транзита по Европе. Среднеевропейские цены к тому времени уже перешли отметку 150 долларов за тысячу м³..
Вице-премьер Украины Анатолий Кинах категорически отверг российское предложение, настаивая на сохранении условной бартерной цены на газ из существующих транзитных контрактов. Наступила патовая ситуация, в которой ни одна из сторон не желала соглашаться на предложения другой. Попытки Украины договориться о расширении и продлении поставок газа из Туркменистана успехом не увенчались. В середине декабря озвученная Россией цена была поднята до 220—230 долларов за тысячу кубометров (цена на российский газ для Германии за вычетом транспортных издержек).
В связи с тем, что украинская сторона отказалась подписать какие либо контракты на поставку газа в 2006 году, 1 января 2006 года «Газпром» перестал поставлять в украинскую ГТС объёмы газа для Украины. Однако Украина не прекратила отбор газа из ГТС и в течение первых дней 2006 года осуществляла несанкционированный отбор газа для удовлетворения собственных потребностей. Конфликт формально завершился в ночь с 3 на 4 января подписанием договора между «Газпромом» и «Нафтогазом» об условиях поставок российского газа на Украину через посредническую компанию «РосУкрЭнерго» и об условиях транзита российского газа в Европу через территорию Украины сроком на пять лет. Верховная рада Украины, однако, использовала факт подписания этого соглашения для обострения отношений с президентом Ющенко, отправив правительство Юрия Еханурова в отставку. Во второй половине января Украина возобновила сверхплановый отбор российского газа из транзитных газопроводов, что отразилось на поставках европейским покупателям. Некоторые страны Центральной и Восточной Европы воспользовались этой ситуацией для того, чтобы обвинить Россию как ненадёжного энергопоставщика.

### 2007—2009
В июне 2007 года «Газпром» на переговорах с Украиной о режиме транзита и поставок газа потребовал увеличить цену за газ с 50—80 до 160—170 $ за тысячу м³, мотивируя это уровнем среднеевропейских цен. Также предполагалось изменить и тариф за газовый транзит в Европу. Существенным условием стало отделение платы за газ от платы за транзит. Ранее плата за транзит фактически осуществлялась оговорённым количеством газа, то есть имела бартерную форму, которая не зависела от цены газа. Переход к денежной форме расчётов позволял отделить цену на транзит от цены на газ, что было выгодно «Газпрому» как монопольному поставщику газа и монопольному покупателю услуг по транспортировке.
Украина категорически отвергла российское предложение, настаивая на продлении существующего режима договорённостей по газу с Россией до 2013 года. В сентябре 2008 года на Украине сменилось правительство, что, однако, не способствовало прогрессу переговоров. В начале 2009 года отношения двух стран прошли через новый газовый кризис, затронувший интересы европейских потребителей. 1 января 2009 года прекратилась подача газа для Украины, с 5 января уменьшилась подача для европейских потребителей. С 7 января транзит российского газа через территорию Украины был прекращён полностью. 19 января по итогам переговоров премьер-министров России и Украины Владимира Путина и Юлии Тимошенко руководители ОАО «Газпром» и НАК «Нафтогаз» подписали прямой договор о поставках и транзите газа на 2009—2019 годы.
По условиям подписанного договора «Нафтогаз» был обязан расплачиваться за потребленное топливо в полном объёме не позднее седьмого числа каждого месяца, следующего за месяцем поставки. В случае нарушения этого условия «Газпром» имел право перейти на авансовую систему расчётов с Украиной. Договором предусматривалось стандартное в международной практике условие «бери или плати»: за недобор газа Украина должна была выплачивать штрафы в размере 300 % от его стоимости в зимний период и 150 % — летом. Начиная с 2010 года Украина была обязана ежегодно покупать не менее 52 млрд м³. Ставка на транзит через украинскую территорию была установлена на уровне 1,7 долл. за 1 тыс. м³ на 100 км. При этом была предусмотрена специальная формула роста транзитной ставки, благодаря чему к 2013 году она достигла 3,4 долл. Согласно достигнутым договорённостям, за основу цены для Украины бралась базовая «европейская» цена (на тот период — 450 долл. за 1 тыс. м³) со скидкой в 20 %. Позднее, при президенте Януковиче, по специальным договорённостям устанавливались дополнительные политически мотивированные скидки: например, в 2010 году — 20 % под гарантии в счёт оплаты пребывания Черноморского флота в Севастополе, а в конце 2013 года — дополнительный скидочный коэффициент. При нём же в октябре 2011 года Юлия Тимошенко была осуждена на 7 лет тюремного заключения по делу о превышении власти и служебных полномочий при заключении газовых контрактов с Россией в январе 2009 года.
Одновременно с решением ценовых и транзитных вопросов Россия поставила перед Украиной вопрос о погашении украинского долга за газ. Формально эта проблема была решена на встрече президентов Ющенко и Путина в феврале 2008 года. Кроме того, была достигнута договорённость о переводе всех отношений по поставкам газа на линию «Газпром» — «Нафтогаз Украины», минуя посредника — RosUkrEnergo. При этом базовая цена российского газа для Украины была снижена до 179 долл. за тысячу кубометров.
После того, как 2 марта 2009 года Служба безопасности Украины возбудила уголовное дело по факту хищения должностными лицами НАК «Нафтогаз Украины» 6,3 млрд кубометров транзитного природного газа (до того принадлежавшего «Росукрэнерго»), сотрудники СБУ провели выемку документов в офисе компании «Нафтогаз Украины», а затем — в офисе компании «Укртрансгаз».
Президент Украины Виктор Ющенко поддержал действия СБУ. Премьер-министр Юлия Тимошенко заявила, что спорный газ принадлежал «Нафтогазу Украины», а конфликт спровоцирован желанием президента и его окружения сохранить коррупционные схемы поставки газа.

### 2010
21 апреля 2010 года в Харькове Виктор Янукович и Дмитрий Медведев подписали новое соглашение о стоимости закупок и транзита газа через украинскую ГТС, увязав снижение ставки на 30 % от текущей величины с продлением соглашения об аренде Черноморским Флотом Российской Федерации базы в Севастополе на 25 лет, до 2042 года.
В мае 2010 года российский премьер-министр Владимир Путин предложил объединить газовые монополии двух стран — «Газпром» и «Нафтогаз Украины». В июле 2010 года премьер-министр Украины Н. Я. Азаров заявил, что правительство Украины ведёт переговоры о создании газотранспортного консорциума между Украиной, ЕС и Россией. Российская сторона предлагала создать СП на базе магистральных газопроводов Украины и месторождений «Газпрома» в России.
Предложение о создании газотранспортного консорциума не получило поддержки со стороны ЕС. 25 января 2011 года комиссар ЕС по вопросам энергетики Гюнтер Оттингер заявил, что выделение средств ЕС на модернизацию украинской ГТС зависит от гарантий России на прокачку газа в Европу, и посоветовал властям Украины убедить российскую сторону отказаться от строительства газопровода «Южный поток» и профинансировать модернизацию украинской ГТС.

### 2011—2014
С 2009 года между «Газпромом» и «Нафтогазом Украины» действовали два контракта — о поставках газа на Украину и о его транзите через территорию Украины в Европу. Оба истекали в конце 2019 года. С 2012 года «Нафтогаз» перестал полностью выбирать законтрактованный объём.
В декабре 2013 года на фоне массовых протестов на Украине президент РФ Владимир Путин объявил о снижении для Украины цены на газ на треть (с 400 до 286 долл.).
В 2014 году на фоне резкого ухудшения украинско-российских отношений, вызванного сменой власти в Киеве и аннексией Крыма Россией, Россия расторгла Харьковские соглашения и Договор о базировании Черноморского флота. С 1 апреля  «Газпром» отменил все ранее предоставленные скидки, что привело к повышению стоимости газа для Украины до базовой европейской — на тот момент, 485 долл.. Новые украинские власти не признали отмену скидок и заявили, что «справедливой» является цена первого квартала 2014 года — 268,5 долл. за 1 тыс. куб. м..
16 июня «Газпром» обратился в арбитражный институт Торговой палаты Стокгольма с иском в связи с ненадлежащим исполнением «Нафтогазом Украины» контракта 2009 года, потребовав взыскания с него неоплаченной задолженности за природный газ и соответствующих процентов. В тот же день «Нафтогаз Украины» обратился в арбитраж с требованиями о ретроактивном изменении цены на природный газ, возмещении всех переплаченных сумм за период с 20 мая 2011 года (не менее 6 млрд долларов) и отмене положения контракта, запрещающего перепродажу поставляемого по нему природного газа за пределами Украины.
С 16 июня в связи с ростом задолженности (по оценкам «Газпрома», она превысила 5 млрд долларов) Россия перевела поставки газа на Украину в режим предоплаты, что привело к их прекращению; по газопроводам поставлялся лишь газ, предназначенный для транзита в Европу. Россия также потребовала от Украины выплаты долга до конца года. Украина, однако, не соглашалась на применение механизма предоплаты при поставках газа из России и настаивала на том, чтобы оплата производилась по факту его поступления.
В связи с неурегулированностью этих вопросов Украина увеличила реверсные поставки газа из Европы через газотранспортные системы Польши, Словакии и Венгрии. По данным «Газпрома», в 2014 году Польша, Венгрия и Словакия экспортировали на Украину 1,7 млрд кубометров газа, а в 2012—2014 годах суммарный объём импорта газа Украины с территорий этих стран составил 3,8 млрд кубометров.
Европейские покупатели газа (в частности, Словакия) обратились к «Газпрому» с просьбой увеличить поставки российского газа в Европу. В «Газпроме» это обращение расценили как свидетельство намерений организовать перепродажу российского газа Украине и отказались предоставлять дополнительные объёмы, заявив о намерении снизить добычу.
В конце августа начались трёхсторонние переговоры России, Украины и Евросоюза, на которых украинская сторона настаивала на закупке российского газа по цене 320 долларов за тыс. кубометров летом и по 385 долларов зимой.
Украинские власти заявляли, что Украине удастся найти замену 30 млрд кубометров газа, которые страна получила из России в 2013 году, и пережить осенне-зимний период благодаря реверсным поставкам топлива из Европы, запасам из подземных газовых хранилищ, а также сокращению потребления.
Тем временем в октябре 2014 года «Нафтогаз» подал в Стокгольмский арбитраж второй иск против «Газпрома», потребовав выплаты компенсации за снижение объёмов транзита в размере 3,2 млрд долл. и ещё 3 млрд долл. за низкую ставку транзита.
30 октября в результате многодневных переговоров в Брюсселе были достигнуты соглашения, по которым на период с 1 ноября 2014 по 31 марта 2015 года была установлена цена 385 долларов за тыс. кубометров газа (с учётом введённой с 1 ноября скидки в размере 100 долл. за тысячу кубометров). Украина, в свою очередь, обязалась до конца года погасить часть долга в размере 3,1 миллиарда долларов. Кроме того, была достигнута договорённость о том, что во время действия этого соглашения для Украины не будет применяться режим «бери-или-плати».
4 ноября «Нафтогаз» перечислил «Газпрому» 1,45 млрд долл. в качестве первого транша в счёт оплаты поставленных и не оплаченных ранее объёмов газа; 9 декабря Россия возобновила поставки газа Украине после почти полугодового перерыва.
24 декабря «Нафтогаз Украины» перечислил «Газпрому» 1,65 млрд долларов в счёт оплаты поставленных и не оплаченных ранее объёмов газа.

### 2015
С середины февраля 2015 года газовый конфликт получил новое направление развития: 19 февраля Украина прекратила поставки газа на территории Донецкой и Луганской областей, контролируемые самопровозглашёнными ДНР и ЛНР, ссылаясь на повреждения газопроводов; в ответ на это «Газпром» стал поставлять газ в эти районы напрямую в счёт поставок на Украину по предоплате за февраль. Заявка на поставку газа в данном случае поступила от «Донбасстрансгаза», контролируемого властями самопровозглашённых республик, однако украинская сторона отказалась признавать эту заявку. В результате Украина не внесла предоплату за поставки газа в марте.
В марте «Нафтогаз» обратился к «Газпрому» с просьбой продлить скидку на газ ещё на три месяца (по июнь включительно). Эта просьба российской стороной была удовлетворена.
12 июня 2015 года «Газпром» уточнил сумму требований по искам к «Нафтогазу» в Стокгольмском суде, увеличив её до 29,2 млрд долларов.
29 июня «Газпром» предложил «Нафтогазу» продолжить покупку газа по цене 247,18 долл. за тыс. кубометров. Предоплата за июль, однако, не поступила, и с 1 июля 2015 года прямые поставки газа на Украину были прекращены (газ на Украину поступал только по схеме реверса из Словакии).
18 сентября премьер-министр Украины Арсений Яценюк заявил, что общая сумма требований по искам к «Газпрому» в Стокгольмском суде составила уже 16 млрд долларов.
25 сентября Россия, Украина и Европейская энергокомиссия парафировали трёхсторонний протокол по зимнему пакету 2015—2016 годов по среднеевропейской цене для Украины в 232 доллара с учётом российской скидки 20 долларов на 4-й квартал 2015 года. 12 октября «Газпром» возобновил поставки газа на Украину, но 25 ноября прекратил поставки до поступления новых платежей. С этого периода Украина перестала закупать российский газ напрямую, заменив его «реверсными» поставками из Европы: российский газ де-факто поступает на Украину через трубопроводы, проложенные по её территории, но оплату Украина производит европейским странам.

### 2016—2019
В январе 2016 года Украина заявила об отказе исполнять контракт о покупке российского газа по цене в 212 долларов за тысячу кубометров, формируемой на основании формулы, прописанной в контракте с Россией, поскольку «покупает его из Европы по цене около 200 долларов».
К 2017 году общая сумма требований «Газпрома» к «Нафтогазу» по искам в Стокгольмском арбитраже составила 37 млрд долл., а «Нафтогаза» к «Газпрому» — 27 млрд долл. Слушания завершились 11 октября 2017 года. 22 декабря 2017 года Стокгольмский арбитраж огласил первое решение, по вопросу о поставках газа на Украину, обязав «Нафтогаз» выплатить «Газпрому» 2,019 млрд долларов. Суд снизил обязательные годовые закупки по принципу «бери или плати» с 52 до 4 млрд м³ в год и отклонил большую часть претензий «Нафтогаза» к «Газпрому» по переплате за газ.
В конце февраля 2018 года Стокгольмский арбитраж вынес решение по вопросу о транзите через Украину, обязав «Газпром» выплатить Украине 4,673 млрд долл. по иску за недопоставку согласованных объёмов газа для транзита. По итогам зачёта встречных требований «Газпром» был обязан заплатить «Нафтогазу» 2,56 млрд долл.. Летом 2018 года «Нафтогаз» начал процесс принудительного взыскания этой суммы с «Газпрома» через арест его активов в Швейцарии, Великобритании и Нидерландах. В марте 2018 года «Газпром» инициировал расторжение всех договоров с Украиной по поставке и транзиту российского газа.
В начале января 2019 года глава «Нафтогаза» Андрей Коболев сообщил в эфире украинского «5 канала», что «Нафтогаз» подал против «Газпрома» иск в Стокгольмский арбитраж в связи с возможным снижением стоимости украинской газотранспортной системы после строительства Россией обходных потоков; сумма иска составила 12 млрд долл.
31 октября 2019 года Верховная рада приняла законопроект о выделении газотранспортной системы (ГТС) из структуры компании «Нафтогаз Украины». 15 ноября Зеленский подписал этот закон, который позволит создать независимого оператора ГТС в соответствии с европейским законодательством. Новый оператор, переданный на 15 лет в управление компании «Магистральные газопроводы Украины», будет курироваться Министерством финансов.
В ноябре «Газпром» сформулировал окончательное предложение о продлении контракта по транзиту газа через Украину, предложив «Нафтогазу» продлить действующий контракт или заключить новый договор на один год. «Газпром» увязывал это предложение с завершением всех судебных споров, а именно: с отказом «Нафтогаза» от 2,6 млрд долларов, выигранных по решению Стокгольмского арбитража, а также от нового иска на 12 млрд долларов, обнулением штрафа Антимонопольного комитета Украины, а также отзывом жалобы «Нафтогаза» на «Газпром» в Еврокомиссию. Украинская компания сочла выдвинутые условия неприемлемыми.
20 декабря «Газпром» и «Нафтогаз» после длительных консультаций в Берлине и Минске договорились об условиях решения арбитражного спора в Стокгольме, объёмах и сроках транзита российского газа в Европу через Украину.
27 декабря, в соответствии с достигнутыми 20 декабря договорённостями, «Газпром» выплатил компании «Нафтогаз Украины» 2,918 млрд долларов в счёт погашения долга, образовавшегося в соответствии с решением Стокгольмского арбитража от февраля 2018 года. Пресс-служба «Нафтогаза» подтвердила получение средств, отметив, что в общей сложности компания получила по результатам спора в арбитраже с «Газпромом» 5 млрд долларов. Эта сумма сложилась из выплаченных 27 декабря 2,9 млрд и 2,1 млрд, полученных «Нафтогазом» в виде газа, поставленного «Газпромом» в 2014 году.
30 декабря 2019 года, ровно за сутки до истечения срока действия предыдущего контракта, состоялось подписание 5-летнего договора между «Нафтогазом» и «Газпромом». Договор основан на схеме «качай или плати» с закреплёнными минимальными объёмами прокачки газа. Применение этого принципиального контрактного условия гарантировало Украине платежи со стороны контрагента за следующие объёмы прокачки газа: не менее 65 млрд кубометров газа в 2020 году и не менее 40 млрд кубометров ежегодно в последующие четыре года. В рамках пятилетнего контракта по транзиту газа Украина (при базовом объёме прокачки в 225 млрд кубометров суммарно за 5 лет) получит как минимум 7,2 млрд долларов, что примерно соответствует уровню транспортного тарифа в контракте от 2009 года (около $32 за тысячу кубометров за прокачку от Суджи на российско-украинской границе до Словакии). Если объём транзита окажется более 65 млрд кубометров в 2020 году и/или 40 млрд кубометров в 2021—2024 годах, «Газпром» будет платить за него по повышенному тарифу. В рамках достигнутых договорённостей стороны подписали два документа: межоператорское соглашение (interconnection agreement) между компанией «Оператор ГТС Украины» и «Газпромом», а также транспортное соглашение «Газпрома» с НАК «Нафтогаз Украины» на бронирование мощностей газотранспортной системы Украины.
31 декабря состоялся телефонный разговор президентов России и Украины. Путин и Зеленский обсудили состоявшийся 29 декабря обмен пленными в Донбассе и подписанный газовой контракт. Они подчеркнули важность достигнутых газовых договорённостей, выразили надежду на скорое прекращение огня на линии соприкосновения в Донбассе, высказались «за развитие российско-украинских отношений в 2020 году» и поздравили друг друга с новогодними праздниками.

### 2020—2021
В 2020 году через Украину в ЕС было транспортировано 55,8 млрд м³ российского газа, что является самым низким показателем за семь лет.
С начала сентября 2020 года Украина, которая с 2015 года не покупает газ в России, впервые перешла на импорт газа только с помощью виртуального реверса — по сути, отбирая газ для себя из транзитного потока из России в Европу. До 2020 года такому механизму препятствовал транзитный контракт с «Газпромом». Он предусматривал, что транзитный газ на западной границе Украины передаётся «Газпром экспорту», а уже после этого поступает в Венгрию, Польшу, Словакию и Румынию. Таким образом, Украина была вынуждена прибегать к физическому реверсу, когда транзитный российский газ пересекал границу Украины с соседними государствами, менял собственника, а затем возвращался обратно на Украину.
Уже в конце января 2020 года Украина запустила виртуальный реверс газа из Польши через пункт Дроздовичи, с 1 марта операторы ГТС Украины и Словакии договорились о виртуальном реверсе через точку Ужгород—Вельке-Капушаны, с 1 мая начала действовать точка виртуального реверса «Берег» на границе с Венгрией. Последней точкой, препятствовавшей полному переходу Украины на виртуальный реверс, оставалась Будинце на границе со Словакией. В связи с тем, что до 21 сентября пункт находился в ремонте, словаки временно согласились перенести все поставки газа в точку Ужгород—Вельке-Капушаны. При этом словацкий оператор Eustream противится постоянному переносу всех объёмов на эту точку, так как в этом случае потеряет плату за прокачку через Будинце. Украина в связи с этим направила жалобу в Еврокомиссию и Энергосообщество.
Украинские потребители забирают около половины газа, который «Газпром» направляет транзитом через Украину. Виртуальный реверс снижает затраты Украины на импорт газа из Европы и фактически делает ненужным заключение прямого контракта с «Газпромом». В январе—августе 2020 года Украина нарастила импорт природного газа год к году на 30 %, до 12,5 млрд кубометров (из Словакии — 8 млрд кубометров газа, из Венгрии — 3,2 млрд, из Польши — 1,3 млрд). Объём виртуального реверса за этот период составил 4,7 млрд кубометров. Часть этих объёмов купили не украинские потребители, а европейские трейдеры для закачки в подземные хранилища на Украине, благодаря чему в сентябре в ПХГ было накоплено 26 млрд кубометров, или 84,1 % проектной ёмкости — это самый высокий уровень с 2008 года.
Как ожидалось, в результате политики «Газпрома» по сокращению транзита газа через Украину украинские ПХГ, крупнейшие в Европе, должны были постепенно умереть: без российского газа столь значительные хранилища было бы нечем заполнять, да и сама Украина, серьёзно сократившая потребление газа, не нуждалась в создании таких зимних запасов. Тем не менее в 2020 году аномальное поведение газового рынка дало украинским ПХГ шанс. После тёплой зимы европейские ПХГ вошли в 2020 год с высокими запасами, а пандемия коронавируса резко сократила спрос — в итоге летом хранилища в Европе были практически заполнены. При этом цены на газ упали летом до невиданно низких уровней, что стимулировало европейских трейдеров запасать сырьё.
28 апреля 2021 года по решению украинского правительства был снят с должности глава компании Андрей Коболев, руководивший ею с 2014 года. На его место сроком на один год был назначен Юрий Витренко. В тот же день были досрочно прекращены полномочия независимых членов наблюдательного совета «Нафтогаза Украины» Бруно Лескуа, Людо Ван дер Хейдена, Клер Споттисвуд, а также ряда представителей государства в совете. Власти объяснили своё решение неудовлетворительными показателями работы компании в 2020 году (общий годовой убыток — 19 млрд гривен, или 51 млрд руб.). В «Нафтогазе» увольнение Коболева назвали «юридической манипуляцией». «Глубокую озабоченность» событиями вокруг «Нафтогаза» выразили в Еврокомиссии и в Госдепартаменте США. «Этот просчитанный шаг с использованием процедурной лакуны привёл к изгнанию уважаемых экспертов из советов директоров ряда принадлежащих государству предприятий. Это показывает неуважение к честным и прозрачным практикам управления корпорациями и усложняет давние усилия по реформе украинского энергетического сектора и улучшения инвестиционного климата»,— отметил 29 апреля представитель Госдепартамента Нед Прайс.
В сентябре 2021 года между «Газпромом» и венгерской энергетической компанией MVM был подписан 15-летний контракт на поставки российского газа в Венгрию в обход Украины, через газопровод «Балканский поток» (продолжение «Турецкого потока») и трубопроводы Юго-Восточной Европы. Глава МИД Украины Дмитрий Кулеба назвал это соглашение «ударом по украинско-венгерским отношениям». По оценке директора Украинского института политики Руслана Бортника, речь может идти о потере Украиной доходов за транзит в размере $200 млн в год. Во-вторых, договоры о «реверсных поставках» были, по данным украинских СМИ, заключены в основном с венгерскими компаниями. Прекращение транзита в Венгрию означает, что теперь недостающие объёмы газа придётся реально закупать, причём, скорее всего, по гораздо более высокой цене.
В декабре 2021 года компания «Нафтогаз Украины» подала в Еврокомиссию жалобу, в которой утверждает, что российский «Газпром» злоупотребляет доминирующим положением на европейском рынке газа. «Нафтогаз» попросил Еврокомиссию обязать «Газпром» выставить на торги значительные объёмы природного газа, чтобы они могли быть приобретены на границах Украины с Россией или ЕС. В «Нафтогазе» заявили, что в этом случае клиенты «Газпрома» получат возможность покупать газ для дальнейшего самостоятельного бронирования мощностей украинской ГТС. «Нафтогаз» обвинил «Газпром» в создании искусственных препятствий, которые привели к энергетическому кризису в Европе. В компании считают, что целью этих действий является создание искусственного дефицита газа и давление на ЕС с целью ускорить запуск газопровода «Северный поток — 2».

### 2022—2023
12 июля 2022 года Нафтогаз Украины попросил держателей её облигаций на сумму около 1,5 млрд долларов согласиться на отсрочку платежей, поскольку она стремится сохранить деньги для покупки газа. По оценке Financial Times, это станет первым дефолтом украинской государственной компании с начала войны. Держатели еврооблигаций проголосовали против предложения отложить платежи по облигациям.
26 июля 2022 года Нафтогаз объявил о дефолте по еврооблигациям. В пресс-релизе компания сообщила, что дефолт стал результатом решения, принятого правительством Украины и возложила на него ответственность за привлечение средств, необходимых для импорта природного газа для прохождения отопительного сезона 2022/2023, поскольку отказ от выплат по евробондам лишил «Нафтогаз» доступа к международному рынку капитала.
13 апреля 2023 года Арбитражный суд в Гааге обязал Россию выплатить 5 млрд долларов «Нафтогазу» за ущерб, причиненный аннексией Крыма, в частности, из-за конфискации  имущества «Нафтогаза» Россией в Крыму

## Председатели правления
- Бакай Игорь Михайлович (1998—2000)
- Диденко Игорь Николаевич (март — июнь 2000, и. о.);
- Копылов Вадим Анатольевич (2000—2002);
- Бойко Юрий Анатольевич (2002—2005);
- Ивченко Алексей Григорьевич (2005—2006);
- Болкисев Александр Михайлович (май — август 2006);
- Шелудченко Владимир Ильич (август 2006 — январь 2007);
- Бакулин Евгений Николаевич (1 марта — 24 декабря 2007);
- Дубина Олег Викторович (24 декабря 2007 года — март 2010);
- Бакулин Евгений Николаевич (март 2010 — март 2014);
- Коболев Андрей Владимирович (март 2014 — апрель 2021);
- Витренко Юрий Юрьевич (с 29 апреля 2021 по 1 ноября 2022).
- Чернышов Алексей Михайлович (с 4 ноября 2022[91] по настоящее время)